# Ernesto di Babenberg
Ernesto di Babenberg detto il Coraggioso (1027 – 10 giugno 1075) fu un margravio d'Austria dal 1055 alla sua morte.

## Biografia
Figlio di Adalberto e Frozza Orseolo, gli espanse notevolmente i confini dei propri domini annettendo la marca boema e la marca ungherese (detenuta in precedenza da Sigfrido I di Sponheim) fino al fiume Thaya, al Morava e al Leita, nell'attuale area della Bassa Austria. A quel tempo, era iniziata la colonizzazione del Waldviertel, ad opera di suoi fidi vassalli (Kuenringer). Ernesto ricevette il proprio epiteto, secondo il cronista Lamberto di Hersfeld, combattendo contro il re d'Ungheria Béla I e il figlio Geza in favore di Salomone d'Ungheria. Nella lotta per le investiture, egli si schierò con l'Imperatore Enrico IV e si batté contro i sassoni, morendo nella prima battaglia di Langensalza.

## Famiglia e figli
Nel 1060 Ernesto sposò Adelaide di Eilenburg (1040-26 gennaio 1071), figlia del margravio di Lusazia Dedi I, della dinastia Wettin, e di Oda, figlia di Tietmaro IV, margravio della marca orientale sassone. Essi ebbero tre figli:
- Leopoldo II, margravio d'Austria dal 1075 al 1095;
- Giustina († 1120/22), che sposò il conte Ottone II di Wolfratshausen;
- Adalberto di Pernegg, conte di Bogen.

Nel 1072 sposò in seconde nozze Swanhilde, figlia del conte Sigeardo VII della marca Ungherese.

## Ascendenza
|                          |                   |                           | Genitori                |  |  | Nonni |  |  | Bisnonni          |  |  | Trisnonni          |  |
|                          |                   |                           |                         |  |  |       |  |  | Enrico di Baviera |  |  | Arnolfo di Baviera |  |
|                          |                   |                           |                         |  |  |       |  |  | Enrico di Baviera |  |  | Arnolfo di Baviera |  |
|                          |                   | …                         |                         |  |  |       |  |  | Enrico di Baviera |  |  |                    |  |
| Leopoldo I di Babenberg  |                   |                           |                         |  |  |       |  |  | Enrico di Baviera |  |  |                    |  |
|                          |                   | …                         | …                       |  |  |       |  |  |                   |  |  |                    |  |
|                          |                   | …                         | …                       |  |  |       |  |  |                   |  |  |                    |  |
|                          |                   | …                         | …                       |  |  |       |  |  |                   |  |  |                    |  |
| Adalberto di Babenberg   |                   | …                         |                         |  |  |       |  |  |                   |  |  |                    |  |
|                          |                   | Enrico IV di Sualafeldgau | …                       |  |  |       |  |  |                   |  |  |                    |  |
|                          |                   | Enrico IV di Sualafeldgau | …                       |  |  |       |  |  |                   |  |  |                    |  |
|                          |                   | Enrico IV di Sualafeldgau | …                       |  |  |       |  |  |                   |  |  |                    |  |
| Riccarda di Sualafeldgau |                   | Enrico IV di Sualafeldgau |                         |  |  |       |  |  |                   |  |  |                    |  |
|                          |                   | …                         | …                       |  |  |       |  |  |                   |  |  |                    |  |
|                          |                   | …                         | …                       |  |  |       |  |  |                   |  |  |                    |  |
|                          |                   | …                         | …                       |  |  |       |  |  |                   |  |  |                    |  |
| Ernesto di Babenberg     |                   | …                         |                         |  |  |       |  |  |                   |  |  |                    |  |
|                          | Pietro II Orseolo | Pietro I Orseolo          |                         |  |  |       |  |  |                   |  |  |                    |  |
|                          | Pietro II Orseolo | Pietro I Orseolo          |                         |  |  |       |  |  |                   |  |  |                    |  |
|                          | Pietro II Orseolo | Felicita Malipiero        |                         |  |  |       |  |  |                   |  |  |                    |  |
| Ottone Orseolo           | Pietro II Orseolo |                           |                         |  |  |       |  |  |                   |  |  |                    |  |
|                          |                   | Maria Candiano            | …                       |  |  |       |  |  |                   |  |  |                    |  |
|                          |                   | Maria Candiano            | …                       |  |  |       |  |  |                   |  |  |                    |  |
|                          |                   | Maria Candiano            | …                       |  |  |       |  |  |                   |  |  |                    |  |
| Frozza Orseolo           |                   | Maria Candiano            |                         |  |  |       |  |  |                   |  |  |                    |  |
|                          |                   | Géza d'Ungheria           | Taksony                 |  |  |       |  |  |                   |  |  |                    |  |
|                          |                   | Géza d'Ungheria           | Taksony                 |  |  |       |  |  |                   |  |  |                    |  |
|                          |                   | Géza d'Ungheria           | Sarolta di Transilvania |  |  |       |  |  |                   |  |  |                    |  |
| Grimelda d'Ungheria      |                   | Géza d'Ungheria           |                         |  |  |       |  |  |                   |  |  |                    |  |
|                          |                   | Sarolta d'Ungheria        | Gyula il Vecchio        |  |  |       |  |  |                   |  |  |                    |  |
|                          |                   | Sarolta d'Ungheria        | Gyula il Vecchio        |  |  |       |  |  |                   |  |  |                    |  |
|                          |                   | Sarolta d'Ungheria        | …                       |  |  |       |  |  |                   |  |  |                    |  |
|                          |                   | Sarolta d'Ungheria        |                         |  |  |       |  |  |                   |  |  |                    |  |